# Honda FX
Les modèles FX de Honda sont des motocyclettes destinées à un usage routier et urbain.
Ce sont les descendants directs de la Honda NX 650 Dominator. Le cadre est différent, le moteur s'il a la même base, est réglé différemment. 
À l'arrêt de la production de la Dominator, c'est le modèle SLR 650 qui a suivi, puis après quelques retouches esthétiques, et quelques amélioration de confort (selle, compte-tours) la Vigor FX 650 a été produite de 1998 jusqu'en 2001, date à laquelle ce modèle a disparu du catalogue. Ce modèle connut un faible succès en France. 
Le moteur est un monocylindre de 644 cm³ développant environ 40 ch (une version 34 ch a été commercialisée).
Le carburateur est différent de celui de la Honda Dominator, il s'agit d'un Keihin Ø 42,5 mm.
Le freinage est assuré par Brembo avec à l'avant un disque de 276 mm et un étrier flottant double piston, tandis que l'arrière utilise un disque 220 mm et un étrier flottant mono piston.
L'huile du moteur circule dans le cadre (simple berceau) et se contrôle par une jauge en haut du cadre juste devant le réservoir d'essence.